# Dreibaum

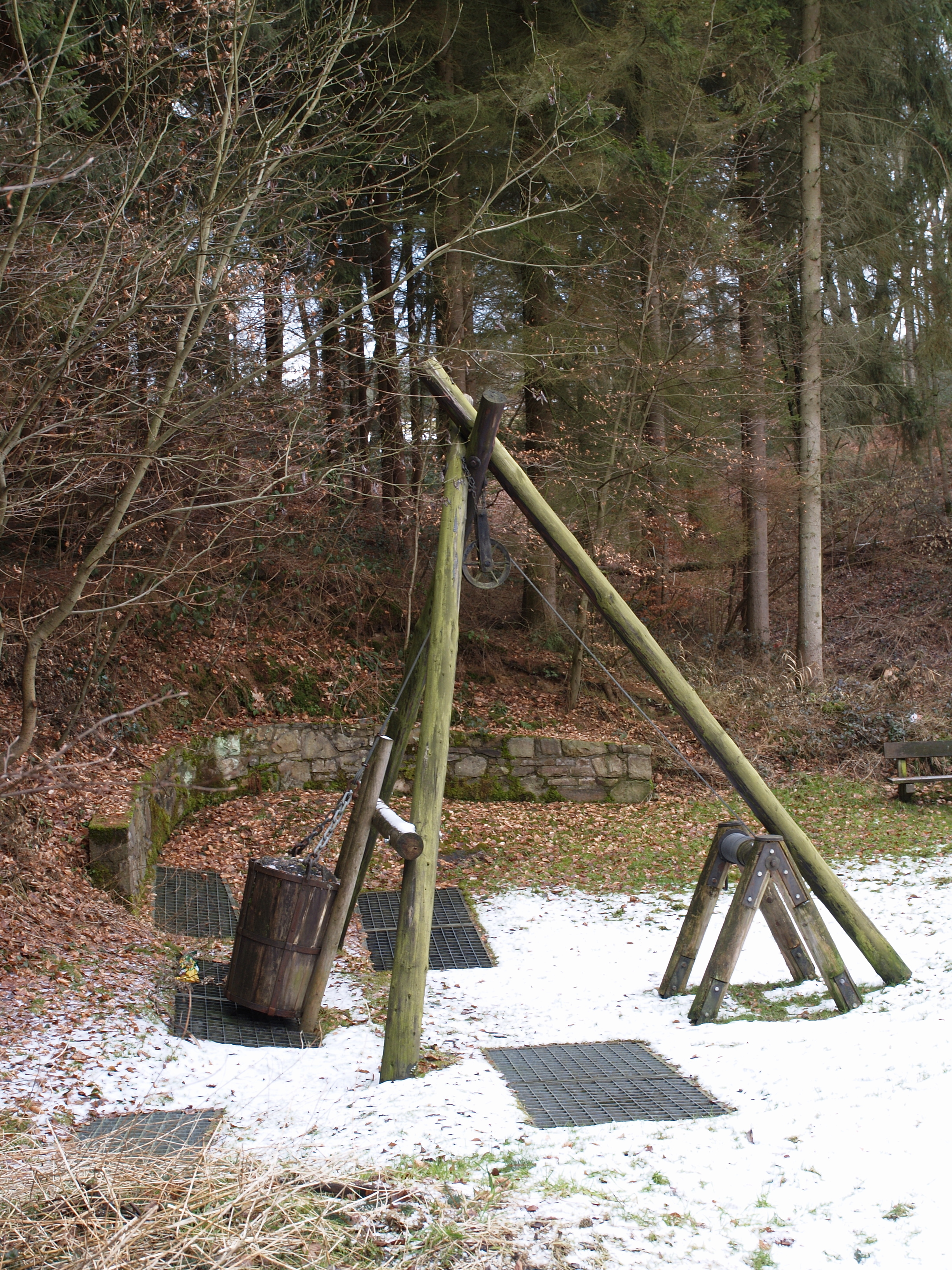
Dreibaum als Seilscheibengerüst

Ein Dreibaum, auch Dreibein, Dreifuss, Krähenfuss, oder Galgen genannt, ist ein aus drei starken Rundhölzern erstelltes Gerüst, das in der Erdbohrtechnik zum Heben der Bohrgeräte eingesetzt wurde. Nach dem Zweiten Weltkrieg bis zur Mitte des 20. Jahrhunderts wurden Dreibäume oftmals auf den damals betriebenen Kleinzechen als einfache Seilscheibengerüste verwendet.

## Aufbau und Verwendung
Für die Konstruktion eines Dreibaums werden drei beschlagene und behauene runde Hölzer oder Stämme benötigt. Die Länge dieser Hölzer bestimmt die Höhe des Dreibaums. Sie liegt zwischen vier und zehn Metern. Die drei Hölzer, die der Bergmann als Rüstbäume, Spießbäume oder Spitzsparren bezeichnet, werden mit den Stammenden entweder auf Schwellen gestellt oder direkt im Boden versenkt. Dabei werden sie so aufgestellt, dass sie etwa die Form einer Pyramide bilden. Im Fußbereich bilden die so aufgestellten Hölzer dadurch ein Dreieck. Um die Hölzer miteinander zu verbinden, werden zwei der Hölzer am oberen Ende miteinander verzapft. Das dritte Holz wird am oberen Ende schräg angeschnitten und gegen diese beiden Hölzer gelehnt und mit ihnen mittels eines eisernen Bandes und einer langen Schraube verbunden. Bei einer anderen Variante werden zwei Rüstbäume im oberen Bereich mit einem Querholz miteinander verbunden. Der dritte Rüstbaum wird an der Spitze zwischen die beiden anderen Rüstbäume gesteckt und auf dem Querholz aufliegend mit diesem verbunden. Zur Versteifung der gesamten Konstruktion werden die Rüstbäume etwa auf halber Höhe mit Querhölzern verbunden. Im oberen Bereich des Dreibaums wird eine kleine Seilscheibe auf Querhölzern verlagert. Damit die Spitze des Dreibaums auch befahren werden kann, werden in der Regel an einem der Rüstbäume Sprossen befestigt, auf denen man im Bedarfsfall zur Spitze des Gerüstes steigen kann. Dreibäume wurden bei Bohrarbeiten bis zu einer Teufe von 100 Metern verwendet.